# 裴熙亮
裴熙亮（英語：Philip Purcell，1943年—），是美国华尔街著名投资银行摩根斯坦利公司的前首席执行官。曾在西爾斯公司下設的投資銀行添惠公司（Dean Witter Discover & Co.）工作過。

## 生平
1964年，毕业于圣母大学，進入芝加哥大学，後以交換學生的方式，转到伦敦经济学院学习并获得科学硕士学位。一年后回到芝加哥大学，获得了工商管理硕士学位。之後進入麦肯锡咨询公司工作；於32岁时，成为該公司的常务董事。
1978年跳槽到了西尔斯公司，任战略规划部副经理。1981年，西尔斯收购添惠。1993年，添惠公司从西尔斯独立出来，他又參與摩根士丹利与添惠的合并。
1997年，西爾斯公司下設的投資銀行添惠公司（Dean Witter Discover & Co.）與老摩根史坦利合併，並更名為「摩根史坦利添惠公司（Morgan Stanley Dean Witter Discover & Co.）。
2001年7月，原摩根史坦利的麥晉桁（John Mack）離職後，裴熙亮開始擔任著摩根史坦利主席兼全球執行長的職務，在他的帶領下摩根史坦利逐漸發展成為全方位的金融服務公司，它能夠提供一站式的多種金融產品。
2005年，麥晉桁重返摩根史坦利，裴熙亮把主席兼執行長的職務還給麥晉桁。